# Pleśnica
Pleśnica (niem. Plieschnitz) – wieś w Polsce położona w województwie opolskim, w powiecie nyskim, w gminie Korfantów.
W latach 1975–1998 miejscowość administracyjnie należała do ówczesnego województwa opolskiego.

## Nazwa
Nazwa wsi wywodzi się od słowa plesz, które oznacza gołe pole. W pierwszych wzmiankach pisemnych nazwa wsi była zapisywana jako Plesschnitz. Następnie używano nazwy Plieschnitz. W 1936 nazistowska administracja III Rzeszy wprowadziła nową nazwę wsi – Fuchsberg.

## Historia
Wieś po raz pierwszy wzmiankowana była w 1235 jako Plesschnitz. Pod tą samą nazwą została wspomniana w 1384 i 1410.
Od początku XIX wieku wieś posiadała pieczęć gminną, na której wizerunku przedstawiono chłopa idącego w prawo z kosą na ramieniu. W XVIII i XIX wieku we wsi zbudowano dwie kaplice. Mimo, że Pleśnica znajdowała się z dala od szlaków komunikacyjnych, rozwijała się dynamicznie wraz z postępem niemieckich kapitalistów. Znajdował się w niej majątek ziemski oraz szkoła.
Wieś została zelektryfikowana w 1924. Powstał w niej pomnik upamiętniający mieszkańców poległych w I wojnie światowej. W 1934 założono miejscową jednostkę ochotniczej straży pożarnej. Podczas II wojny światowej, 17 marca 1945 żołnierze Armii Czerwonej rozstrzelali w Pleśnicy 20 przypadkowo ujętych mężczyzn z kolumny ewakuacyjnej, w odwecie za śmierć radzieckiego oficera. W 2022 przeprowadzono ekshumację dwóch zbiorowych mogił w Pleśnicy, w których znaleziono ciała łącznie 34 niemieckich żołnierzy.

## Religia
Katolicy z Pleśnicy należą do parafii św. Floriana w Przydrożu Małym (dekanat Biała).

## Turystyka
Przez Pleśnicę prowadzi szlak rowerowy:
- Trasa rowerowa PTTK nr 263-n: Biała – Wasiłowice – Otoki – Grabina – Kolonia Otocka – Puszyna – Pleśnica – Śmicz – Miłowice – Prężyna – Biała

## Bezpieczeństwo
Bezpieczeństwo pożarowe w Pleśnicy pod względem operacyjnym zabezpiecza interwencyjnie Jednostka Ratowniczo-Gaśnicza PSP w Prudniku.